# Limenas Zeas
Limenas Zeas (gr. Λιμένας Ζέας), znana też jako Pasalimani (gr. Πασαλιμάνι) – zatoka położona u wschodnich wybrzeży Piraiki Chersonisos w Grecji. Była miejscem rozgrywania się pływackich konkurencji podczas Letnich Igrzysk Olimpijskich 1896 w Atenach.
W zatoce znajduje się port morski oraz marina.